# AKB1/149 rennai szószenkjo
Az AKB1/149 rennai szószenkjo randiszimulátor videójáték, melyet az Artdink fejlesztett és a Bandai Namco Games jelentett meg PlayStation Portable és PlayStation Vita kézikonzolokra, illetve PlayStation 3 otthoni konzolra. A kézikonzolos változatok 2012. december 20-án jelentek meg Japánban, melyet 2013. szeptember 12-én követett a PlayStation 3-átirat. A játékban a játékosok az AKB48, a HKT48, az NMB48 és az SKE48 japán idol-lányegyüttesek 149 tagjával randevúzhatnak. A játék egy Guinness-rekordot is magáénak tudhat: „videójáték a legtöbb popénekesnővel”.

## Fejlesztés
A játékot eredetileg AKB1/153 rennai szószenkjo címmel jelentették be 2012. augusztus 6-án. A 2012. december 20-i megjelenése előtt közzétették, hogy nem az eredetileg tervezett 2012. június 16-i tagfelállás, hanem a 2012. augusztus 23-i tagfelállás fog szerepelni a játékban, s mivel így négy fővel kevesebben fognak szerepelni benne, ezért a játékot átnevezték AKB1/149 rennai szószenkjóra. A játékból végül a HTK48-ból 2012. augusztus 18-án kirúgott Komori Jui, Szugamoto Júko és Tanigucsi Airi, illetve az SKE48-ból 2012. július 1-jén távozott Vakajabasi Tomoka maradt ki.

## Zene
A játékban összesen tizenkét zeneszám hallható, ebből hat AKB48- (Give Me Five!, Manacu no Sounds Good!, Gingham Check, Uza, Rennai szószenkjo és Szeigi no mikata dzsanai Hero), három SKE48- (Kataomoi Finally, Aisite-love-ru! és Kiss datte hidarikiki) és szintén három NMB48-dal (Dzsundzsó U-19, Nagiicsi és Virginity). A játék ezek mellett engedi a konzolok háttértárján tárolt zeneszámokból való, legfeljebb 300 számot tartalmazó lejátszási listák létrehozását is.

## Szereplők
A játékban az AKB48, az SKE48, az NMB48 és a HKT48 2012. augusztus 23-i tagfelállásának teljes körű tagjai szerepelnek.
| AKB48            | AKB48           | AKB48          | AKB48             | SKE48           | SKE48            | SKE48           | NMB48            | NMB48           | HKT48            |
| Team A           | Team K          | Team B         | Team 4            | Team S          | Team KII         | Team E          | Team N           | Team M          | Team H           |
| Ivasza Miszaki   | Akimoto Szajaka | Isida Haruka   | Abe Maria         | Ója Maszana     | Akaeda Ririna    | Iszohara Kjóka  | Ogaszavara Maju  | Óta Riona       | Anai Csihiro     |
| Óta Aika         | Itano Tomomi    | Kaszai Tomomi  | Icsikava Miori    | Kató Rumi       | Abiru Riho       | Ueno Kaszumi    | Kadovaki Kanako  | Okita Ajaka     | Ueki Nao         |
| Ója Sizuka       | Ucsida Majumi   | Kasivagi Juki  | Irijama Anna      | Kizaki Juria    | Isida Anna       | Umemoto Madoka  | Kisino Rika      | Kavakami Rena   | Kumazava Szerina |
| Katajama Haruka  | Umeda Ajaka     | Kitahara Rie   | Ivata Karen       | Kinosita Jukiko | Ogiszo Siori     | Kaneko Siori    | Kinosita Haruna  | Kinosita Momoka | Kodama Haruka    |
| Kuramocsi Aszuka | Ósima Júko      | Kobajasi Kana  | Óba Mina          | Kuvabara Mizuki | Kató Tomoko      | Kimoto Kanon    | Kotani Riho      | Simada Rena     | Szasihara Rino   |
| Kodzsima Haruna  | Kikucsi Ajaka   | Komori Mika    | Kató Rena         | Szuda Akari     | Gotó Riszako     | Kobajasi Ami    | Kondó Rina       | Dzsó Eriko      | Simono Juki      |
| Sinoda Mariko    | Tanabe Miku     | Szató Amina    | Kavaei Rina       | Takada Siori    | Szató Szeira     | Szakai Mei      | Sinohara Kanna   | Takano Júi      | Tanaka Nacumi    |
| Takadzsó Aki     | Nakacuka Tomomi | Szató Szumire  | Simazaki Haruka   | Degucsi Aki     | Szató Mieko      | Sibata Aja      | Dzsonisi Kei     | Tanigava Airi   | Nakanisi Csijori |
| Takahasi Minami  | Nitó Moeno      | Szató Nacuki   | Simada Haruka     | Nakanisi Júka   | Takajanagi Akane | Takagi Jumana   | Siroma Miru      | Hikava Ajame    | Macuoka Nacumi   |
| Nakagava Haruka  | Nonaka Miszato  | Szuzuki Sihori | Takahasi Dzsuri   | Hirata Rikako   | Hata Szavako     | Takeucsi Mai    | Fukumoto Aina    | Fudzsita Runa   | Mijavaki Szakura |
| Nakata Csiszato  | Fudzsie Reina   | Szuzuki Marija | Takeucsi Miju     | Hiramacu Kanako | Furukava Airi    | Cuzuki Rika     | Macuda Siori     | Mita Mao        | Murasige Anna    |
| Nakaja Szajaka   | Macui Szakiko   | Csikano Rina   | Tano Júka         | Macui Dzsurina  | Macumoto Rina    | Hara Minami     | Jamagucsi Júki   | Murakami Ajaka  | Motomura Aoi     |
| Maeda Acuko      | Minegisi Minami | Maszuda Juka   | Nakamata Siori    | Macui Rena      | Mukaida Manacu   | Jamasita Jukari | Jamada Nana      | Murasze Szae    | Morijaszu Madoka |
| Maeda Ami        | Mijazava Szae   | Mijazaki Miho  | Nakamura Mariko   | Jagami Kumi     | Jakata Miki      | —               | Jamamoto Szajaka | Jagura Fúko     | Vakatabe Haruka  |
| Macubara Nacumi  | Jokojama Jui    | Vatanabe Maju  | Nagao Marija      | —               | Jamada Reika     | —               | Josida Akari     | Jamagisi Nacumi | —                |
| —                | —               | —              | Jamaucsi Szuzuran | —               | —                | —               | Vatanabe Mijuki  | Jogi Keira      | —                |

## Fogadtatás
A játék PlayStation Portable verziója megjelenésének hetében 143 774 dobozos példánnyal a harmadik, míg a PlayStation Vita változat 35 372 eladott példánnyal a tizenhatodik helyen mutatkozott be az eladási listákon. A két kézikonzolos verzióból megjelenésének napjáig több, mint 250 000 példányt szállítottak le, amivel a 2009-ben indult sorozat átlépte az 1 millió leszállított példányt. A közel egy évvel később megjelent PlayStation 3-átiratból megjelenésének hetében 27 052 dobozos példányt adtak el, ezzel a második helyen nyitott az eladási listákon.